# Diffusione del cristianesimo in epoca precostantiniana

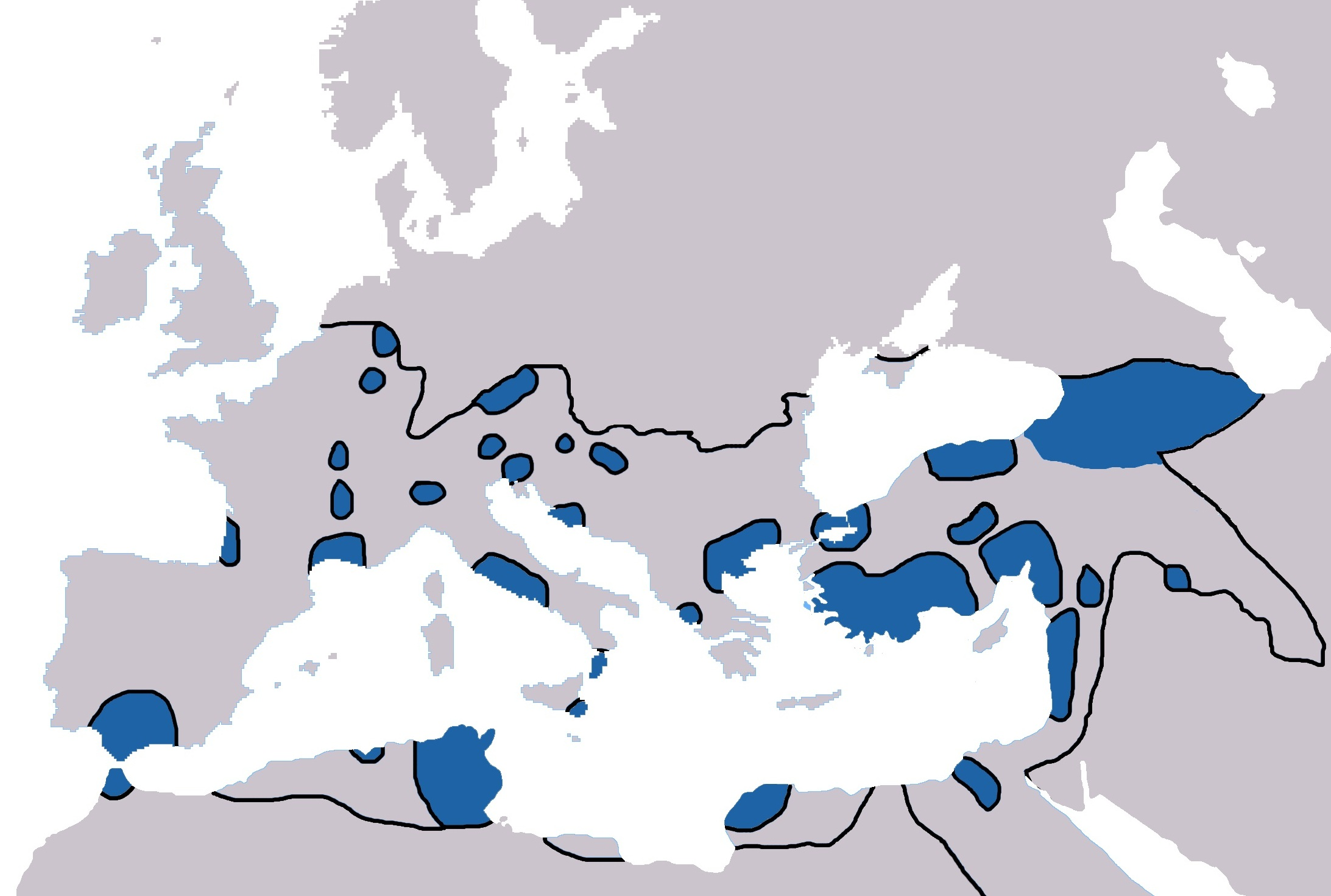
Diffusione del cristianesimo verso la fine del III secolo

La diffusione del cristianesimo in epoca precostantiniana fu un fenomeno complesso in cui, accanto alla fondazione di nuove comunità, ci furono anche perdite significative, rappresentate da "conversioni" superficiali o ritrattate in momenti di difficoltà e di prova decisivi, come le persecuzioni; né è sicuro che tutti coloro che, provenendo a vario titolo dal mondo pagano, provando una simpatia per la nuova fede, morissero poi per essa.
Per giudicare il progresso missionario del cristianesimo, basta osservarne i risultati: fin dal tempo degli apostoli, nel giro di pochi decenni, la carta geografica si coprì dei nomi delle nuove comunità cristiane, finché al termine del III secolo era difficile trovare in tutto l'Impero romano località di una certa importanza in cui non esistessero cristiani.

## Centri di diffusione del Cristianesimo
La religione cristiana nei primi secoli si diffuse nell'Impero romano.
Il maggiore centro di irradiamento della nuova fede fu l'Oriente dell'Impero. 
I più grandi missionari vennero tutti da quest'area: San Marco, che fondò la comunità di Alessandria d'Egitto, era palestinese, come Giustino. San Paolo proveniva da Tarso, in Asia minore. Ignazio era di Antiochia e Taziano proveniva dalla Siria. 
A Gerusalemme, per la prima volta, cominciarono a formarsi un patrimonio linguistico e concettuale di matrice cristiana, e una nuova struttura liturgica. Da questa comunità di Gerusalemme ebbero un'impronta decisiva la vita comunitaria, l'ordinamento e la struttura liturgica della chiesa. Verso il 50 d.C., il cosiddetto concilio apostolico prese anche la sua prima ardua decisione, che doveva poi rivelarsi di estrema importanza per il futuro della giovane chiesa, quando stabilì che i pagani convertitisi al cristianesimo non erano affatto tenuti all'osservanza della legge mosaica (At 15,6 ss.19 ). In maniera graduale i cristiani si allontanarono dagli usi giudaici, suscitando dapprima la diffidenza e il rifiuto e, infine, anche l'aperta ostilità dei giudei. Si giunse così al vero e proprio conflitto, originato soprattutto dalla professione di fede nel Cristo, e la lotta divampò con due violente persecuzioni, terminate nel 70 con la distruzione di Gerusalemme quando i cristiani abbandonarono la città spinti anche dalla profezia di Gesù sulla sua distruzione (Mt 24,15ss).
Per l'Asia minore possediamo inoltre la testimonianza non sospetta del pagano Plinio il Giovane (61-113), senatore e console romano, che nominato governatore imperiale della Bitinia e del Ponto aveva incontrato, già nel 112, un così grande numero di cristiani, che si vide costretto a chiedere all'imperatore Traiano come dovesse comportarsi di fronte ad essi. In Siria nelle città più importanti si era già insediata alla fine del I secolo una comunità di cristiani. Dall'Asia Minore e dalla Siria il cristianesimo si propagò nella Mesopotamia. In Egitto il cristianesimo penetrò abbastanza presto. Alessandria fu certamente il suo maggior centro di diffusione.
La lingua più usata nella parte orientale dell'Impero romano era il greco. Perciò in poco tempo l'aramaico, la lingua dei primi cristiani della Palestina, fu sostituito dal greco. Ne rimasero solo alcune parole, come l'esclamazione hosanna, amen e l'invocazione Maranatha, che poteva significare «Signore, vieni» (Marana tha) o «il Signore è venuto» (Maran atha). Anche il testo della Bibbia su cui i primi missionari fondavano la loro predicazione era in greco.
Nell'Africa settentrionale, già nel II secolo, il cristianesimo aveva piantato profonde radici. Sulle origini cristiane dell'Africa esistono due tesi contrapposte: per alcuni il cristianesimo africano è venuto dall'Oriente, attraverso l'Egitto e la Libia, per altri da Roma. Siccome il greco non si era mai imposto tra la popolazione, i missionari fecero uso delle lingue del posto, come il punico ed il copto. Fu proprio in Africa, prima ancora che a Roma, che apparvero i primi testi religiosi in latino, tra la fine del II secolo e l'inizio del III, ad opera di Minucio Felice e Tertulliano.
Per quanto riguarda l'Occidente, non si sa con certezza chi abbia portato per primo il cristianesimo a Roma. L'antichissima tradizione della comunità romana ha sempre fatto risalire la sua fondazione direttamente a Pietro. La tradizione cristiana ce lo indica attraverso una ininterrotta serie di testimonianze, che vanno dalla Prima lettera di cliemente (96 circa), alle lettera ai romani di Ignazio di Antiochia, vescovo e martire, a Ireneo di Lione, che redasse per primo una lista completa della successione dei vescovi romani (Adversus Haereses III,1,1;3,2).Quando, nella primavera del 60, San Paolo giunse nella capitale dell'Impero, vi trovò già una comunità numerosa. Sappiamo che Tacito registrò la notizia della conversione della nobile romana Pomponia Grecina, datandola nell'anno 43, e cioè proprio nel tempo in cui San Pietro da Gerusalemme si era recato "altrove". Indubbiamente tale coincidenza non basta per affermare con certezza che Pietro fosse presente a Roma così presto. È comunque assolutamente fuor di dubbio che Pietro è stato a Roma: stanno a testimoniarlo la Prima lettera di Pietro e il suo martirio, avvenuto durante la persecuzione neroniana contro i cristiani, probabilmente nel luglio del 64.
Anche in Occidente il messaggio cristiano fu espresso in greco, almeno fino a tutto il II secolo. Ne sono testimonianza la Lettera di Clemente Alessandrino e il Pastore di Erma. Ancora in greco si espresse nei decenni iniziali del III secolo l'autore dell' Élenchos, lo Pseudo Ippolito.
Nel III secolo Roma continuò ad essere il maggior centro della cristianità in Occidente. Ai tempi di Decio la comunità cristiana di Roma apparve tanto numerosa che egli avrebbe accolto con maggior tranquillità e rassegnazione la notizia dell'elezione di un suo rivale al potere imperiale, piuttosto che quella di un nuovo vescovo di Roma. Nel 251 si riunirono a Roma in un sinodo circa sessanta vescovi italiani. In questi anni il presbitero Novaziano introduce il latino come lingua letteraria della comunità cristiana di Roma.
In Gallia, Marsiglia aveva probabilmente fin dal I secolo una comunità cristiana. Nel II secolo, le comunità di Lione e di Vienne acquistarono grande importanza. Nell'anno 177, 49 cristiani subirono il martirio a Lione. Nel III secolo il numero delle comunità crebbe in tutta la Gallia.
Le più recenti scoperte archeologiche hanno rivelato l'esistenza di luoghi di culto cristiani nella Germania meridionale, tutti risalenti al III secolo.
Oltre i confini dell'impero romano, nel 226 esistevano circa 20 vescovati nella regione del fiume Tigri, in Mesopotamia.

## L'attività di evangelizzazione
I successi missionari per quanto riguarda il numero dei convertiti sono piuttosto ridotti. Ben raramente essi riuscirono nelle singole città a guadagnare più di qualche famiglia o piccoli gruppi familiari. Non si trovano infatti in nessun luogo tracce di conversioni in massa.
L'idea di alcuni storici recenti, che il cristianesimo si sarebbe diffuso alla maniera di un'ondata di entusiasmo, è errata. Il modo di diffondersi così poco appariscente e silenzioso rende per altro difficile riconoscere come siano andate le cose nei singoli casi.
L'amicizia personale formava la base per attirare molti a Cristo; tuttavia ci si serviva pure di incontri più casuali. Spesso l'apostolato personale era completato da gesti di aiuto e di bontà. Lo stesso modo di vivere dei cristiani era già di per sé un grande annuncio del vangelo. Anche la testimonianza dei martiri produceva i suoi effetti. Certamente il cristianesimo si diffuse soprattutto mediante la predicazione orale e in proporzioni assai minori mediante la propaganda degli scritti. Fin quasi alla metà del II secolo sentiamo parlare di profeti o maestri che si recano da un luogo all'altro. Il filosofo e martire Giustino era uno di questi. Convertitosi dal paganesimo, divenne l'apologista più importante del II secolo. Sembra però che tali predicatori privati non sempre fossero graditi ai vescovi.
Altri fattori favorirono la rapida diffusione del cristianesimo in questo breve periodo: 
- L'esistenza di una sola lingua e cultura;
- Lo straordinario sistema viario e di comunicazioni;
- Il giudaismo della diaspora che ha fatto da potente mediatore nella proclamazione del messaggio cristiano.[5]

Però i cristiani costituivano una piccola minoranza. Soprattutto le campagne rimasero a lungo pagane (da pagus, pagani erano detti coloro che abitano nei villaggi, in campagna); dovevano divenire oggetto di una vera e propria spinta missionaria solamente molto più tardi.
Per quanto riguarda la recezione sociale, la diffusione del cristianesimo si realizzò in prevalenza tra le persone libere di condizione più umile o fra appartenenti al 'ceto medio' che, nella società del tempo, oltre ai liberti, comprendeva cittadini liberi come mercanti, artigiani e altri del variopinto mondo delle professioni manuali; gente che non aveva, in genere, accesso all'educazione superiore e che godevano di una modesta proprietà personale. Il cristianesimo fu escluso a lungo dalle classi superiori, anche perché le cariche senatoriali comportavano inevitabilmente una serie di compiti religiosi, come il pubblico sacrificio, che agli occhi di un cristiano non potevano non apparire idolatriche.
Un posto a parte occupano le donne, facilitate nella loro adesione alla nuova fede per un verso dal fatto di non essere legate da mestieri "difficili", come il militare o l'insegnante, per un altro dalla natura stessa della comunità cristiana, con quel concetto di fratellanza universale che offriva loro una dignità e un'uguaglianza in genere ignote nella società antica.

## Numero dei fedeli
Mancano, purtroppo, dati statistici a questo riguardo; esistono solo dei tentativi di valutazione, del tutto approssimativi, e pertanto assai discutibili. Ludwig von Hertling, che si accinse a questo computo, sia per l'Occidente che per l'Oriente, giunse ai risultati che riassumiamo qui di seguito. 
In Oriente, sui primi tre secoli non è possibile avanzare neppure vaghe supposizioni; intorno all'anno 300 i cristiani potevano ammontare a circa 5-6 milioni; verso l'anno 400, erano forse 10-12 milioni. L'oriente fu dunque molto più cristianizzato dell'occidente. Se si valutano questi dati sulla base dell'intera popolazione dell'impero romano, che nell'anno 200 comprendeva circa 70 milioni, ma che era discesa nell'anno 300 a solo 50 milioni, è facile dedurre che i cristiani costituivano solo una piccola minoranza.